# Pontarius
Der Pontarius (lat.: Brückenkämpfer) war ein römischer Gladiator. Pontarii waren jedoch keine eigenständige Gladiatorengattung, sondern es wurden so Gladiatoren bezeichnet, die um eine Art Brücke kämpften. Der Name leitet sich von pons (lat.: Brücke) ab. Pontarii waren immer Gladiatoren der beiden Typen secutor und retiarius.

## Der Kampf
Der pons wurde von einem etwa 2,5 Meter hohen Steg dargestellt, zu dem auf beiden Seiten hühnerleiterartige Stiegen emporführten. Auf dem Steg stand ein retiarius. Er musste den Steg gegen zwei secutores verteidigen, die von beiden Seiten angreifen konnten. Bei diesem Kampf verfügte der retiarius zusätzlich über steinerne Wurfgeschosse.